# Прималуна
Прималуна (итал. Primaluna) је насеље у Италији у округу Леко, региону Ломбардија.
Према процени из 2011. у насељу је живело 2124 становника. Насеље се налази на надморској висини од 565 м.

## Становништво
Према резултатима пописа становништва 2011. у општини је живело 2.187 становника.
| 1931. | 1936. | 1951. | 1961. | 1971. | 1981. | 1991. | 2001. | 2011. |
| ----- | ----- | ----- | ----- | ----- | ----- | ----- | ----- | ----- |
| 1.427 | 1.355 | 1.387 | 1.465 | 1.630 | 1.673 | 1.695 | 1.916 | 2.187 |